# Quarkslab
Quarkslab est une entreprise française, présente à Paris et à Rennes ainsi qu’à Buenos Aires (Argentine). Elle est spécialisée dans la cybersécurité et plus spécifiquement dans la protection et l’analyse des logiciels.

## Historique
L’entreprise Quarkslab a été fondée en 2011 par Fred Raynal[réf. souhaitée], docteur en informatique, ancien élève de l’ESIEA et de l’École de guerre économique, qui a notamment créé le magazine Multi-System & Internet Security Cookbook (MISC) et le Symposium sur la sécurité des technologies de l'information et des communications (SSTIC). 
En 2016, l’entreprise est citée dans le cool-vendors-in-security. La même année, l’entreprise est présente dans le Top 10 des prochaines solutions de Cybersécurité du cabinet d’audit PWC[réf. souhaitée]. 
En 2017, Quarkslab remporte l’« IE club Global defense innovation challenge » dans la catégorie technologie. 
En 2019, l’entreprise intègre le programme d’accélération de Thales à Station F puis celui de la BNP Paribas. La même année, Quarkslab entre dans le top 50 des startups européennes dans la catégorie « b2b » du « Digital Top 50 », une reconnaissance de Google, McKinsey et Rocket Internet.
En 2020, Quarkslab intègre le  programme d’accélération de PWC  et effectue sa première levée de fonds auprès d'Ace Management qui lui apporte  5 millions d’euros.